# Rohatec
Rohatec település Csehországban, Hodoníni járásban. Rohatec Sudoměřice, Ratíškovice, Vracov, Petrov, Hodonín és Szakolca településekkel határos. Lakosainak száma 3459 fő (2024. január 1.).

## Népesség
A település lakosságának változását az alábbi diagram mutatja:
| Lakosok száma | 1120 | 1737 | 2015 | 3040 | 3203 | 3475 | 3553 | 3508 | 3275 | 3459 |
|               | 1869 | 1900 | 1921 | 1961 | 1980 | 2011 | 2016 | 2019 | 2021 | 2024 |